# Paul Louis François Beaulieu Lépine
Paul Louis François Beaulieu Lépine (1er juillet 1749, Sainte-Suzanne - 30 octobre 1816, Tours), est un homme politique français.

## Biographie
Bourgeois et propriétaire à Joué, il fut élu, le 24 mars 1789, député du tiers aux États généraux par le bailliage de la Touraine.

## Sources
- « Paul Louis François Beaulieu Lépine », dans Adolphe Robert et Gaston Cougny, Dictionnaire des parlementaires français, Edgar Bourloton, 1889-1891 [détail de l’édition]